# سوميز
سوميز (بالفرنسية: Claude Saumaise) (1588 - 1653 م) هو عالم باليونانيات واللاتينيات، ومشارك في دراسة الترجمات العربية عن اليونانية، فرنسي.
أهم آثاره هو plinianae exercitationes in Solinum (باريس 1629 في جزءين؛ طبعة جديدة في أوترخت 1689).

## روابط خارجية
- سوميز على موقع الموسوعة البريطانية (الإنجليزية)